# Дегтярка (Свердловская область)
Дегтярка — посёлок в Красноуфимском округе Свердловской области. Управляется Саргаинским сельским советом.

## География
Населённый пункт расположен лесной малонаселенной местности в 40 километрах на юг от административного центра округа — города Красноуфимск.

### Часовой пояс
Дегтярка как и вся Свердловская область, находится в часовой зоне МСК+2. Смещение применяемого времени относительно UTC составляет +5:00.

## Население
| 2002 | 2010 | 2021 |
| ---- | ---- | ---- |
| 147  | ↘83  | ↘66  |

## Инфраструктура
Посёлок разделён на три улицы (Восточная, Заречная, Трактовая). 

## История
С 17 сентября 1942 года по декабрь 1943 года, здесь дислоцировалось Орловское бронетанковое училище. В декабре 1943 года передислоцировано в город Балашов.